# Stephen E. Rivkin

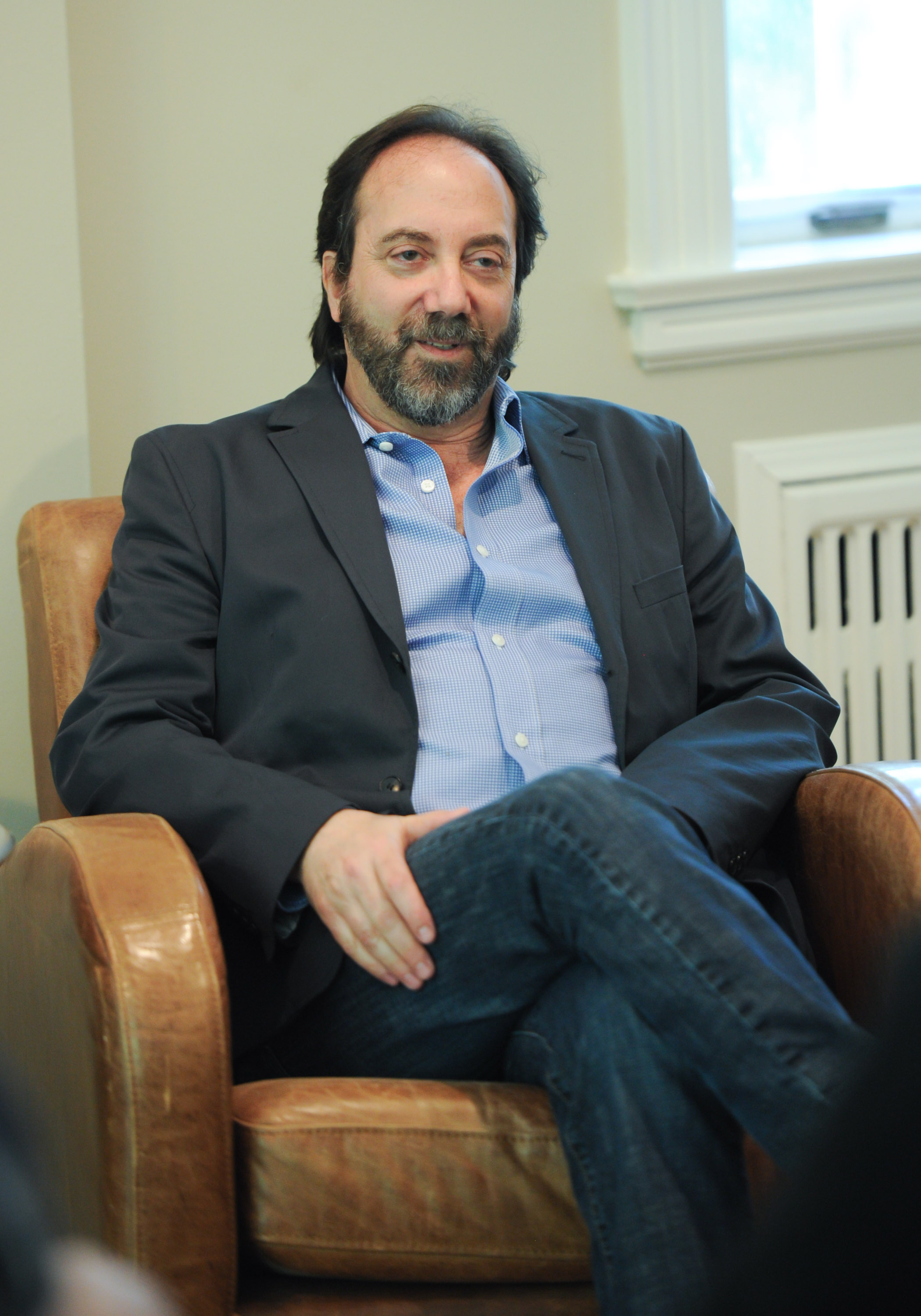
Stephen Rivkin (2013)

Stephen E. Rivkin (* 1953 oder 1954) ist ein US-amerikanischer Filmeditor.

## Leben
Rivkin wuchs in den 1960er Jahren in St. Louis Park, Minnesota auf. Während sowohl sein älterer Bruder David (E-Gitarre) als auch sein jüngerer Bruder Bobby (Schlagzeug) sich viel mit Musik beschäftigten, lagen seine Interessen weit gestreut. Während er die gemeinsame Band verließ, machten seine Brüder mit der Musik weiter. So spielte Bobby in der Begleitband The Revolution von Prince mit und David wurde später ein bekannter Musikproduzent. Nachdem alle die Brookside School besucht hatten, widmete sich Stephen seiner Leidenschaft und ging an das Minneapolis College of Art and Design. Nach seinem Abschluss arbeitete er eine Weile als Editor für Industriefilme, bevor er später mit The Personals seinen ersten Spielfilm schnitt.
Rivkin hat während seiner Karriere mit einigen Größen zusammengearbeitet, darunter Mel Brooks, Michael Mann, Gore Verbinski, Jerry Bruckheimer und James Cameron. Seit Ende der 1990er Jahre hat er sich, mit Ausnahme von The Statement, ausschließlich mit dem Filmschnitt von Blockbustern beschäftigt. Darunter waren alle drei Fluch der Karibik-Teile, sowie Actionfilme wie Passwort: Swordfish und Stealth – Unter dem Radar, sowie zuletzt der umsatzstärkste Film aller Zeiten, Avatar – Aufbruch nach Pandora. Wegen der neuen 3D-Technik kam es zu zusätzlichen neuen Arbeitsprozessen und Schwierigkeiten. Dazu meinte Rivkin, dass „von Anfang bis Ende Avatar die größte kreative Herausforderung für ihn gewesen sei, der er sich je stellen musste. Aber dies habe ihm die Augen für die unbegrenzten Möglichkeiten des Filmemachens geöffnet.“ („From start to finish, Avatar was the biggest creative challenge I've ever faced - but it opened my eyes to the limitless possibilities of filmmaking.“) Diese Leistung brachte ihm eine Vielzahl von Preisen, darunter Nominierungen für den Oscar und British Academy Film Award.
Außerhalb seiner Arbeit engagierte sich Rivkin als Mitglied der American Cinema Editors 2011 für eine Aktion, die unterschiedliche Filmfeste dazu aufforderte, sofern diese Filmpreise für Filmtechnik vergeben, auch einen Preis für Filmschnitt auszuschreiben. Zudem tritt Rivkin bei Veranstaltungen und Workshops auf, so war er im Jahr 2010 Hauptredner des Digital Media Training Workshops des IBC.

## Filmografie (Auswahl)
- 1976: Ain’t We Having Fun? (Kurzfilm)
- 1982: The Personals
- 1984: Hot Dog – Der Typ mit dem heißen Ski (Hot Dog… The Movie)
- 1984: Harold of Orange (Kurzfilm)
- 1986: Bodycheck
- 1988: BAT-21 – Mitten im Feuer
- 1989: Operation Nightbreaker
- 1992: Mein Vetter Winnie
- 1993: Robin Hood – Helden in Strumpfhosen
- 1994: Nur für Dich
- 1996: Bogus
- 1999: Die Killerhand
- 1999: Hurricane
- 2001: Ali
- 2001: Passwort: Swordfish
- 2003: Fluch der Karibik
- 2003: The Statement
- 2005: Stealth – Unter dem Radar
- 2006: Pirates of the Caribbean – Fluch der Karibik 2 (Pirates of the Caribbean: Dead Man’s Chest)
- 2007: Pirates of the Caribbean – Am Ende der Welt
- 2009: Avatar – Aufbruch nach Pandora
- 2015: Blackhat
- 2015: Fantastic Four
- 2019: Alita: Battle Angel
- 2022: Avatar: The Way of Water

## Auszeichnungen
Oscar
- 2010: Bester Schnitt – Avatar – Aufbruch nach Pandora (nominiert)

British Academy Film Award
- 2010: Bester Schnitt – Avatar – Aufbruch nach Pandora (nominiert)

Online Film Critics Society Award
- 2009: Bester Schnitt – Avatar – Aufbruch nach Pandora (nominiert)

Eddie Awards
- 2004: Bester Schnitt – Fluch der Karibik (gewonnen)
- 2007: Bester Schnitt – Fluch der Karibik 2 (nominiert)
- 2008: Bester Schnitt – Fluch der Karibik – Am Ende der Welt (nominiert)